# Nanne Grönvall
Marianne Elisabeth "Nanne" Grönvall (som artist bara Nanne), född Nordqvist den 18 maj 1962 i S:t Matteus församling i Stockholm, är en svensk sångerska, låtskrivare och skådespelerska.
Grönvall har tidigare varit medlem i musikgrupperna Sound of Music, Peter's Pop Squad (som bildades 1989 och bara gav ut två singlar) och One More Time. Hon har deltagit tretton gånger i Melodifestivalen, som artist och/eller låtskrivare.

## Biografi

### Barndomen
Grönvall växte upp med missbruk och våld i hemmet.

### Tidiga år i Melodifestivalen
Grönvall har varit med i Melodifestivalen 14 gånger som artist och/eller låtskrivare. En gång, 1996, har hon vunnit tävlingen, då One More Time framförde "Den vilda". Inför Eurovision Song Contest i Oslo var bidraget storfavorit för vinsten, men efter omröstningen slutade det på tredje plats, efter Irland och Norge.
Debuten i Melodifestivalen gjordes tio år tidigare med Sound of Music, som förutom Peter Grönvall också bestod av Angélique Widengren. Deras bidrag hette "Eldorado" och slutade på fjärde plats efter omröstningen. 1987 tävlade gruppen med bidraget "Alexandra" vilket även det slutade på fjärde plats.
1992 medverkade hon som upphovsman till två låtar; "Ingenting går som man vill" (framfördes av Thérèse Löf) och "Vad som än händer" (framfördes av Maria Rådsten). 1995 skrev hon tillsammans med Peter Grönvall och Maria Rådsten bidraget "Det vackraste", som Cecilia Vennersten tog till andra plats i tävlingen.

### Senare Melodifestivalår
1998 gjorde hon solodebut i tävlingen med "Avundsjuk", vilken slutade på fjärde plats. 2002 skulle hon ha tävlat med bidraget "Ett vackert par", skrivet av Py Bäckman, men innan tävlingen blev bidraget diskvalificerat eftersom låten hade framförts offentligt tidigare, vilket var emot tävlingsreglerna. Grönvall spelade sedan in låten som en duett tillsammans med Nick Borgen. "Avundsjuk" hördes även under 13 veckors tid på Svensktoppen.
Därefter har hon medverkat som soloartist i tävlingen ytterligare tre gånger. 2003 skedde det med "Evig kärlek", vilken inte tog sig till final utan slutade på tjugonde plats (sjua i sin semifinal). 2005 deltog hon med "Håll om mig", som fick flest tittarröster i finalen men slutade på andra plats efter Martin Stenmarck då han fick högre poäng från jurygrupperna. 2007 sjöng hon "Jag måste kyssa dig", som tog sig till Andra chansen och placerade sig på en slutlig tolfte plats.
Samtliga bidrag som hon tävlat med i Melodifestivalen har skrivits av henne själv och Peter Grönvall, utom två. Undantagen är "Jag måste kyssa dig" och "Håll om mig" som fick text av Ingela "Pling" Forsman.
Under 2005 vann "Håll om mig" den Eurovisionfan-baserade tävlingen National Finals Song Contest. 2001 deltog Grönvall i den brittiska uttagningen till Eurovision Song Contest med "Men", skriven av Kimberly Rew från Katrina and the Waves, och slutade på fjärde plats. Vidare har hennes låt "Svarta änkan" vunnit den av Eurovisionfans organiserade omröstningen OGAE Song Contest 2000.
I november 2019 meddelades att hon ställer upp i Melodifestivalen 2020 med bidraget "Carpool Karaoke". Bidraget slutade på sista plats i deltävlingen och gick därmed inte vidare. Låten blev däremot uppmärksammad av James Corden, vars TV-program låten handlar om. Han välkomnade Nanne till ett avsnitt av Carpool Karaoke (TV-programmet). I samma deltävling av Melodifestivalen som Nanne medverkade med "Carpool Karaoke" var hon även en av låtskrivarna till Jakob Karlbergs låt "Om du tror att jag saknar dig", låten kom på näst sista plats och gick därmed inte heller vidare.
Grönvall skrev texten till Arvingarnas "I Do" som deltog i Melodifestivalen 2019.

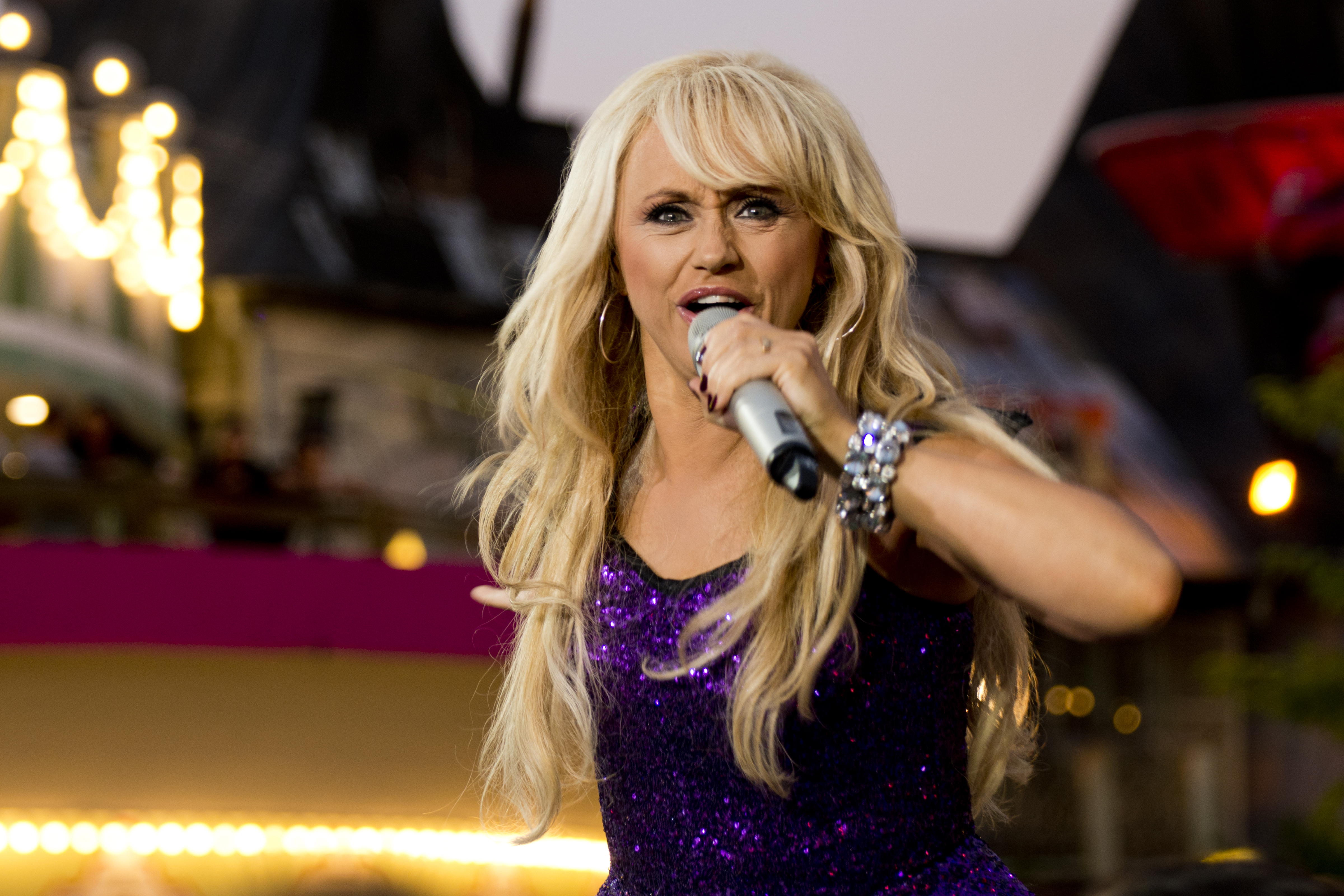
Nanne Grönvall uppträder på Sommarkrysset (2013).

### Övrigt på 2000-talet
2004 gjorde Grönvall rollen som Rebecca Larsén i musikalen Hur man lyckas i business utan att bli utbränd på Intiman i Stockholm. Föreställningen spelades totalt 210 gånger. 2006–2007 återvände hon till Intiman för en musikal; Sweet Charity, i vilken hon gjorde huvudrollen.
Hösten 2007 hade Grönvall premiär på showen Vild på Hamburger Börs i Stockholm. 2008 spelades showen på Rondo i Göteborg. Regissör för showen är Hans Marklund.
Grönvall har uppträtt på många folkparker, festivaler och företagsfester, men sommaren 2007 gjorde hon sin första egna turné genom Sverige. Innan dess har hon turnerat med andra artister. 2002 medverkade hon i Den stora schlagerfesten tillsammans med bland andra Magnus Carlsson och Charlotte Perrelli. 2005 medverkade hon i Robert Wells Rhapsody in Rock-turné med exempelvis Shirley Clamp, och sommaren 2008 medverkade hon i Diggilooturnén tillsammans med exempelvis Lotta Engberg och Lasse Holm.
Vintern 2009–2010 medverkade Grönvall i julturnén Stjärnklart tillsammans med Lena Philipsson, Alcazar, Brolle och Nina Söderquist, och under ledning av Anders Berglund.

### Övrigt på 2010-talet
År 2010 firade Nanne Grönvall 25 år som artist med en sommar-/höstturné. Våren 2011 tog hon tillfälligt över Magnus Ugglas populära radioshow i P4 Stockholm. Därefter gjorde hon teaterdebut i komedin Boeing Boeing på Riksteatern. Samma år var hon huvudperson i ett avsnitt av Copycat Singers. Våren 2012 fick hon leda sin radioshow igen.
Våren 2014 medverkade Grönvall i musikalen Rebecca på Malmö Opera, där hon gjorde rollen som Mrs. Danvers. Hon var under sommaren 2014 med i Diggiloo-turnén tillsammans med exempelvis Lena Philipsson och Per Andersson. Hon medverkade även i Julgalan 2014.
2015–2016 spelade Grönvall "Häxan" i musikalen Snövit på Maximteatern och på turné. Vintern 2018 spelade hon barnhemsföreståndaren "Miss Hannigan" i musikalen Annie på Nöjesteatern i Malmö.
2020 var hon med i TV-programmet Klassfesten på TV4.

### Familj
Grönvall är gift med Peter Grönvall (son till Benny Andersson) som även han medverkat i samtliga grupper. Paret har två söner, Charlie och Felix. Dessutom har Nanne Grönvall en son från ett tidigare förhållande. Hon är bosatt i Danderyd utanför Stockholm.

## Priser och utmärkelser
- 2006 – Ulla Billquist-stipendiet
- 2014 – SKAP-stipendium

## Produktioner

### Diskografi som soloartist

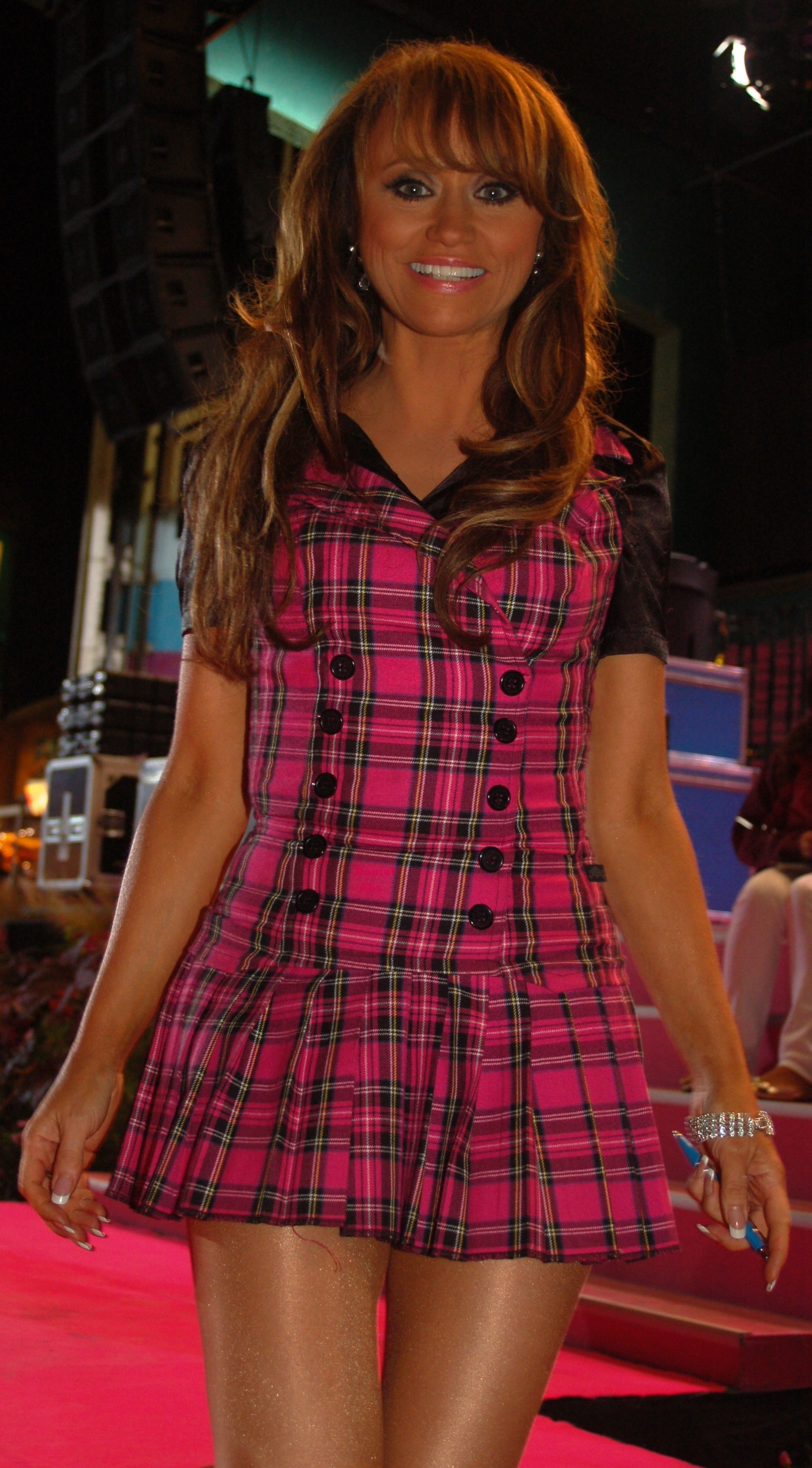
Nanne på Sommarkrysset, Gröna Lund 2008.

Placeringar avser svenska försäljningslistan.
Album
| År   | Titel               | Placering | Övrigt       |
| ---- | ------------------- | --------- | ------------ |
| 1998 | Cirkus Homo Sapiens | 38        |              |
| 2001 | Alla mina ansikten  | -         |              |
| 2005 | 20 år med Nanne     | 2         | platinaskiva |
| 2005 | Alltid på väg       | 7         | guldskiva    |
| 2007 | Jag måste kyssa dig | 4         | guldskiva    |
| 2010 | En rastlös själ     | 4         |              |
| 2011 | My Rock Favourites  | 4         |              |
| 2014 | Drama Queen         | 4         |              |

Singlar
| År   | Titel                                                           | Placering | Övrigt                                   |
| ---- | --------------------------------------------------------------- | --------- | ---------------------------------------- |
| 1997 | Kul i jul                                                       |           |                                          |
| 1998 | Avundsjuk                                                       | 6         |                                          |
| 1998 | Nannes sommarvisa                                               |           |                                          |
| 1998 | Vem som helst                                                   |           |                                          |
| 1999 | Vem som helst                                                   |           | inkl. remixer                            |
| 2000 | Svarta änkan                                                    |           |                                          |
| 2000 | Jag har inte tid                                                |           |                                          |
| 2001 | Men                                                             | 54        |                                          |
| 2001 | Fördomar                                                        |           |                                          |
| 2002 | Ett vackert par                                                 |           | duett med Nick Borgen. Endast som Promo. |
| 2002 | Vi är dom tuffaste, dom starkaste, dom grymmaste, dom vackraste |           | med Hockeykören                          |
| 2003 | Evig kärlek                                                     | 57        |                                          |
| 2005 | Håll om mig                                                     | 1         | guldskiva                                |
| 2005 | Jag sträcker mig mot himlen/ Om du var min                      | 3         |                                          |
| 2005 | Lyckos dig                                                      | 5         |                                          |
| 2006 | Många karlar, lite tid                                          | 11        |                                          |
| 2007 | Jag måste kyssa dig                                             | 14        |                                          |
| 2007 | Ännu en dag                                                     | 16        |                                          |
| 2007 | Pissenisse                                                      | 4         |                                          |
| 2009 | Otacksamhet                                                     | 2         |                                          |
| 2010 | I natt är jag din                                               | 4         | Tomas Ledin–cover                        |
| 2010 | En rastlös själ                                                 | 41        |                                          |
| 2011 | Nag                                                             |           | Joan Jett and the Blackhearts–cover      |
| 2013 | Ingen dansar dåligt (lika bra som jag)                          |           |                                          |
| 2014 | Kan du ge dig fan på                                            |           |                                          |
| 2019 | Jättekänd (det var för fan jag)                                 |           | med Per Andersson                        |
| 2020 | Carpool Karaoke                                                 |           |                                          |
| 2021 | Hatar, älskar                                                   |           |                                          |
| 2022 | MeloDrama Queen                                                 |           | med Lina Hedlund                         |
| 2022 | Our Wintersong                                                  |           | med The Boppers                          |
| 2023 | The Carpool Karaoke Song                                        |           |                                          |

### Teaterroller
| År   | Roll        | Produktion                                                                                                | Regi                      | Teater       |
| ---- | ----------- | --- | ------------------------- | ------------ |
| 2003 |             | Hur man lyckas i business utan att bli utbränd Frank Loesser, Abe Burrows, Jack Weinstock, Willie Gilbert | Peter Björk Anders Albien | Intiman      |
| 2014 | Mrs Danvers | Rebecca Michael Kunze och Sylvester Levay                                                                 | Åsa Melldahl              | Malmö Opera  |
| 2015 | Drottningen | Snövit - The musical Robert Dröse och Martin Land                                                         | Robert Dröse              | Maximteatern |
| 2016 | Drottningen | Snövit - The musical Robert Dröse och Martin Land                                                         | Robert Dröse              | Maximteatern |